# Onthophagus sexstriatus
Onthophagus sexstriatus är en skalbaggsart som beskrevs av Xavier Montrouzier 1855. Onthophagus sexstriatus ingår i släktet Onthophagus och familjen bladhorningar. Inga underarter finns listade i Catalogue of Life.